# Adèle Wetterlind
Adèle Vilhelmina Wetterlind, född 25 augusti 1854 i Floda i Södermanland, död 13 oktober 1938 Sofia församling i Jönköping, var en svensk folkskollärare.  
Adèle Wetterlind avlade småskollärarexamen 1870 och folkskollärarexamen i Stockholm 1875. År 1876 fick hon tjänst i Torshälla och 1881 i Jönköping, där hon var verksam till sin pensionering 1919.
Hon var aktiv i grundandet av Sveriges Folkskollärarinneförbund och var förbundets vice ordförande under åren 1915–1922. Under åren 1888–1890 studerade hon skolväsendet i USA; en liknande studieresa gjorde hon till Storbritannien 1896.
1881 fick hon anställning vid Jönköpings folkskolor. I Jönköping kom hon att bli kvar till sin död 1938. Under Adèles tid som Jönköpingsbo hann hon göra en hel del insatser för barn och unga i kommunen. Hon initierade Jönköpings arbetsstugor. En praktiskt skola där fattiga barn fick undervisning i praktiska yrken. På så sätt önskade man skydda dem från att behöva tigga och ge dem en möjlighet till försörjning genom arbete. Adèle Wetterlind förespråkade också skolbad och en tandvård. Hon ordnade även med konserter och sagoaftnar för att skaffa medel för upprättande av kolonihemmet Barna-bo i Skärstad. Det var ett hem avsett för pojkar som behövde omhändertas. Den reformation som Adéle har genomfört i småskolan i Jönköping saknar motstycke. Hon beskrivs som en kvinna med ett varmt hjärta, skarp blick och en drivkraft som förändrade livet för många utsatta människor.
Wetterlind arbetade aktivt för jämställdhet mellan könen och för den kvinnliga rösträtten.. Hon var vice ordförande i den lokala avdelningen av Föreningen för Kvinnans politiska Rösträtt. Hon gjorde sig känd som Jönköpings första cyklist. I tidningarna skrev man om henne som  "kvinnlig rösträtt på velociped". Hon cyklade genom södra Sverige och jobbade hårt för den kvinnliga rösträtten.
Hon utgav Småskolans räknelåda.

## Fotnoter
1. 1 2 3 4  Sveriges dödbok 1815–2022, nionde utgåvan, Sveriges Släktforskarförbund, december 2023.[källa från Wikidata]
2. 1 2 3  läs online, core.ac.uk .[källa från Wikidata]
3. 1 2  Olsson, Kerstin. ”Adéle Wetterlinds stig”. www.jonkoping.se. Arkiverad från originalet den 2 februari 2017. https://web.archive.org/web/20170202042419/http://www.jonkoping.se/upplevagora/kultur/jonkopingshistoria/gatunamnenshistoria/adelewetterlindsstig.4.74fef9ab15548f0b8001282.html#. Läst 25 januari 2017.
4. 1 2  Maria Jönsson (1924). ”Adéle Wetterlind 70 år.”. Svensk Läraretidning 666. https://runeberg.org/svlartid/1924/0674.html.
5. ↑  Per Ericsson. ”Fröken Adèle – en barsk, ogift, korpulent krutgumma som tog strid”. Smålands Folkblad. Läst 29 mars 1986.
6. ↑  Yvonne Teiffel. ”På velociped för kvinnosaken”. Jönköpingsposten. Arkiverad från originalet den 1 januari 2020. https://web.archive.org/web/20200101100431/https://www.jp.se/article/pa-velociped-for-kvinnosaken/. Läst 26 oktober 2017.

## Källa
- Wetterlind i Vem är det